# Irena Martínková
Irena Martínková (Kolín, 19 settembre 1986) è un'ex calciatrice ceca, di ruolo centrocampista.
Gemella di Lucie, anch'ella calciatrice di ruolo attaccante o centrocampista offensiva, condivide con la sorella tutta la carriera professionale fin dalle giovanili, condividendo la conquista 11 campionati nazionali e 9 coppe con lo Sparta Praga, seguendola anche in occasione dell'unico campionato estero disputato, quello svedese, con il KIF Örebro.
Dal 2003 nella nazionale ceca, come la sorella, ha disputato, senza riuscire ad accedere a una fase finale, a quattro qualificazioni ai campionati europei e ad altrettanti mondiali.

## Palmarès

### Club
- Campionato ceco: 11

Sparta Praga: 2001-2002, 2004-2005, 2005-2006, 2006-2007, 2007-2008, 2008-2009, 2009-2010, 2010-2011, 2011-2012, 2017-2018, 2018-2019
- Coppa della Repubblica Ceca femminile: 9

Sparta Praga: 2007-2008, 2008-2009, 2009-2010, 2010-2011, 2011-2012, 2014-2015, 2016-2017, 2017-2018, 2018-2019